# 교회세
교회세(敎會稅)는 덴마크, 독일, 스웨덴, 아이슬란드, 오스트리아, 이탈리아, 핀란드 등의 나라에서 종교 신자들에게 부과되는 세금이다.

## 독일
1803년 독일 교회는 제국회의 결정에 따라 재산이 국가에 귀속되었는데, 독일 제후들은 기독교인에게 부과되는 교회세를 도입하여 교회의 재산상 손실을 보상하였다. 현재 독일 교회세는 종교 신자들에게 납부 의무를 지우는 세금으로, 국가에서 징수하며 교인 수에 따라 각 종교에 분배한다. 징수 비율은 월 소득세의 8~9%이며, 종교인임을 인정하고 신분증에 신자임을 표기한 독일 국민에게 부과된다. 교회세에 대한 비판론도 있는데, 비판론자들은 정치와 종교를 분리하는 민주주의 원칙에 어긋난다는 점, 성직자가 국가에서 사례비를 받는 준공무원이 되어 성직자와 교인이 하느님을 사랑하는 마음으로 봉헌하는 자발적인 헌신이 없어진다는 점을 비판한다. 또한 교회세에 부담을 느낀 신자들이 교회에 나가지 않는 일이 늘어나 독일 교회는 재정적 압박을 받고 있기 때문에, 독일 교회는 교회세에 의지하지 않고, 스스로 생존하는 법을 배워야 한다는 숙제를 안고 있다.